# Hypericum meridense
Hypericum meridense är en johannesörtsväxtart som beskrevs av Julian Alfred Steyermark. Hypericum meridense ingår i släktet johannesörter, och familjen johannesörtsväxter. Inga underarter finns listade i Catalogue of Life.